# Трудные дети
«Трудные дети», также «Ужасные дети» (фр. Les enfants terribles) — французский художественный фильм, поставленный режиссёром Жан-Пьером Мельвилем по одноимённому роману Жана Кокто. Премьера фильма состоялась 29 марта 1950 года во Франции.

## Сюжет
После смерти матери Элизабет и Поль, осиротевшие брат и сестра, связанные исключительной привязанностью, живут вместе в своей большой парижской квартире, под присмотром служанки Мариетты. Они регулярно ссорятся и по-ребячески ведут себя. Иногда к ним в гости заходит Жерар, друг Поля, тайно влюбленный в Элизабет. Вскоре Поль, Элизабет, Жерар и его дядя отправляются к морю на поезде — это первое путешествие для брата с сестрой, все для них внове, их любимая комната — настоящее святилище, осталась далеко в Париже. По возвращении Элизабет знакомится с Майклом, встреча с которым оказывается определяющей — намечается свадьба. Однако незадолго до заключения брака Майкл попадает в аварию и погибает. Элизабет унаследовала состояние Майкла, включая большой особняк, куда так же присоединяется и Поль. Жерар и его подруга Агата, странно похожая на Даргелоса (школьника, которого Поль боготворил, и которого выгнали из школы за проступки), вскоре стали жить с ними. Элизабет понимает что между её братом и Агатой рождается любовь, однако как и во всех древних трагедиях, исход может быть только фатальным.

## В ролях
- Николь Стефан — Элизабет, сестра Поля
- Эдуард Дермит — Поль
- Рене Козима — Агата / Даргелос
- Жак Бернар — Жерар
- Аделин Окок — Мариетт
- Морис Ревель — доктор
- Мария Сильякю— мать
- Роже Гайяр — дядя Жерара
- Жан-Мари Робен — директор
- Мелвин Мартин — Майкл
- Жан Кокто — голос за кадром

## Создание фильма
Съемочный период продлился с ноября 1949 года по январь 1950 года. Помимо интерьеров студий Jenner и театра Пигаль в Париже, велись и натурные съёмки, которые проходили как в самом Париже, так и в Эрменонвиле (департамент Уаза) и Монморанси (Валь-д’Уаз).